# Elise Leijten
Elise Leijten (Waalre, 17 juni 1962 - Amsterdam, 23 oktober 2018) was een Nederlandse activiste die tevens werkzaam was in de gehandicaptenzorg.

## Jeugd en opleiding
Elise Leijten werd geboren in Waalre in een gezin met in totaal vier kinderen. Haar docenten op de middelbare school stimuleerden haar om werkstukken te schrijven over maatschappelijke problemen waarna ze een sterk rechtvaardigheidsgevoel ontwikkelde. Ze volgde opleidingen aan de kunstacademie in Maastricht en de vakschool in Schoonhoven. 

## Activiste
Elise Leijten maakte sieraden maar ontwikkelde zich al snel tot al dan niet musicerend activiste. Ze deed mee aan grote demonstraties, zoals die tegen kernwapens en kernenergie, maar ook aan kleinere demonstraties en vaak alleen. Enkele thema's waar ze de straat voor op ging zijn racisme, de Joint Strike Fighter, de Olympische spelen en de beperking van migratie. Menigmaal was ze in Den Haag om politici aan te spreken op hun in haar ogen verkeerde plannen op het gebied van bijvoorbeeld zorg, energie, defensie of vluchtelingen.
Haar stijl van protesteren was vrijwel altijd ludiek. Ze hulde zich vaak in opvallende kleding en speelde menig typetje, zoals George W. Bush, Pi-Nocchio, K. Pitalist, of Jan Peter Balkenende. Een enkele maal haalde ze hiermee de landelijke pers. Ze werd een keer gearresteerd toen ze bij de dodenherdenking een spandoek bij zich droeg. Daarnaast kreeg ze erkenning: ze won in 2009 de Kees Koning Vredesprijs.
Naast haar werkzaamheden als activist, bood ze vreugde aan verstandelijk gehandicapten in een Amsterdams dagbestedingscentrum. 

## Ziekte
In de loop van 2018 ging het steeds minder goed met Leijten. Ze was somber en werd uiteindelijke opgenomen in een inrichting te Amsterdam. Daar overleed ze op 23 oktober 2018.